# Amore & Vita-Selle SMP/Saison 2015
Dieser Artikel listet Erfolge und Fahrer des Radsportteams Amore & Vita-Selle SMP in der Saison 2015 auf.

## Erfolge in der UCI America Tour
In der Saison 2015 gelangen dem Team nachstehende Erfolge in der UCI America Tour.
| Datum  | Rennen                     | Kat. | Fahrer         |
| ------ | -------------------------- | ---- | -------------- |
| 3. Mai | 6. Etappe Mexiko-Rundfahrt | 2.2  | Mattia Gavazzi |

## Erfolge in der UCI Asia Tour
In der Saison 2015 gelangen dem Team nachstehende Erfolge in der UCI Asia Tour.
| Datum           | Rennen                          | Kat. | Fahrer         |
| --------------- | ------------------------------- | ---- | -------------- |
| 12. Juli        | 8. Etappe Tour of Qinghai Lake  | 2.HC | Mattia Gavazzi |
| 15. Juli        | 10. Etappe Tour of Qinghai Lake | 2.HC | Mattia Gavazzi |
| 16. Juli        | 11. Etappe Tour of Qinghai Lake | 2.HC | Mattia Gavazzi |
| 18. Juli        | 13. Etappe Tour of Qinghai Lake | 2.HC | Mattia Gavazzi |
| 11. Oktober     | 1. Etappe Tour of China II      | 2.1  | Mattia Gavazzi |
| 15. Oktober     | 4. Etappe Tour of China II      | 2.1  | Mattia Gavazzi |
| 17. Oktober     | 5. Etappe Tour of China II      | 2.1  | Mattia Gavazzi |
| 11.–18. Oktober | Gesamtwertung Tour of China II  | 2.1  | Mattia Gavazzi |
| 14. November    | 1. Etappe Tour of Fuzhou        | 2.2  | Mattia Gavazzi |
| 16. November    | 3. Etappe Tour of Fuzhou        | 2.2  | Mattia Gavazzi |

## Erfolge in der UCI Europe Tour
In der Saison 2015 gelangen dem Team nachstehende Erfolge in der UCI Europe Tour.
| Datum    | Rennen                                   | Kat. | Fahrer         |
| -------- | ---------------------------------------- | ---- | -------------- |
| 30. Mai  | 2. Etappe Tour of Estonia                | 2.1  | Mattia Gavazzi |
| 28. Juni | Albanische Meisterschaft – Straßenrennen | CN   | Redi Halilaj   |

## Zugänge – Abgänge
| Zugänge        | Team 2014                | Abgänge               | Team 2015                    |
| -------------- | ------------------------ | --------------------- | ---------------------------- |
| Paolo Lunardon | Marchiol Emisfero        | Simone Stortoni       | Androni Giocattoli-Venezuela |
| Rino Zampilli  | Hemus 1896-Vivelo (2010) | James Piccoli         | H&R Block                    |
| Logan Loader   | Dopingsperre             | Kanstanzin Klimiankou | Minsk Cycling Club           |
| Eugenio Bani   | Neoprofi                 | Alexander Cataford    | Silber Pro Cycling Team      |
|                |                          | Antonio Di Battista   | Unbekannt                    |

## Mannschaft
| Name                | Geburtstag        | Nationalität       |
| ------------------- | ----------------- | ------------------ |
| Eugenio Bani        | 13. Januar 1991   | Italien            |
| Volodymyr Fredyuk   | 14. August 1992   | Ukraine            |
| Mattia Gavazzi      | 14. Juni 1983     | Italien            |
| Redi Halilaj        | 31. August 1989   | Albanien           |
| Yukinori Hishinuma  | 5. März 1992      | Japan              |
| Wolodymyr Kohut     | 28. Juli 1984     | Ukraine            |
| Logan Loader        | 25. Juli 1989     | Vereinigte Staaten |
| Paolo Lunardon      | 17. Januar 1992   | Italien            |
| Viesturs Lukševics  | 16. April 1987    | Lettland           |
| Jewhenij Manko      | 30. Januar 1991   | Ukraine            |
| Uri Martins         | 7. August 1990    | Mexiko             |
| Roman Schewtschuk   | 9. September 1993 | Ukraine            |
| Anatolij Sossnizkij | 4. September 1990 | Ukraine            |
| Artjom Toptschanjuk | 27. Januar 1989   | Ukraine            |
| Rino Zampilli       | 7. März 1984      | Italien            |